# Вишнева сільська рада (Старобільський район)
| Вишнева сільська рада — колишній орган місцевого самоврядування у Старобільському районі Луганської області з адміністративним центром у с. Вишневе. Історична дата утворення: в 1987 році. Сільській раді були підпорядковані населені пункти: - с. Вишневе - с. Новоомелькове - с. Оріхове |

## Склад ради
Рада складалася з 14 депутатів та голови.

### Керівний склад ради
| ПІБ                      | Основні відомості                                                         | Дата обрання | Дата звільнення |
| ------------------------ | ------------------------------------------------------------------------- | ------------ | --------------- |
| Скребцов Григорій Якович | Сільський голова, 1957 року народження, освіта, безпартійний              | 26.03.2006   | 31.10.2010      |
| Скребцов Григорій Якович | Сільський голова, 1957 року народження, освіта вища, член Партії регіонів | 31.10.2010   |                 |

Примітка: таблиця складена за даними джерела